# Александер Сачко
Александер Сачко (нім. Alexander Satschko; нар. 12 листопада 1980) — колишній німецький тенісист.
Найвищу одиночну позицію світового рейтингу — 259 місце досяг 2 лютого 2009, парну — 80 місце — 13 жовтня 2014 року.
Здобув 1 парний титул.
Завершив кар'єру 2017 року.

## Фінали турнірів ATP за кар'єру

### Парний розряд: 1 (1 перемога)
| Легенда                                     |
| ------------------------------------------- |
| Турніри Великого шлема (0–0)                |
| Фінали Світового туру ATP (0–0)             |
| Серія Мастерс 1000 Світового Туру ATP (0–0) |
| Серія 500 Світового туру ATP (0–0)          |
| Серія 250 Світового туру ATP (1–0)          |

| Фінали за покриттям |
| ------------------- |
| Тверде (0–0)        |
| Ґрунт (1–0)         |
| Трава (0–0)         |

| Результат | В-П | Дата     | Турнір                | Рівень    | Покриття | Партнер      | Суперники                         | Рахунок       |
| --------- | --- | -------- | --------------------- | --------- | -------- | ------------ | --------------------------------- | ------------- |
| Перемога  | 1–0 | Лют 2015 | Ecuador Open, Еквадор | Серія 250 | Ґрунт    | Геро Кречмер | Віктор Естрелья Бургос Жоао Соуза | 7–5, 7–6(7–3) |

## Фінали челленджерів Туру ATP

### Парний розряд: 28 (12–16)
| Фінали за покриттям |
| ------------------- |
| Тверде (4–4)        |
| Ґрунт (8–12)        |
| Трава (0–0)         |
| Килим (0–0)         |

| Результат | В-П   | Дата     | Турнір                  | Покриття | Партнер         | Суперники                                    | Рахунок                     |
| --------- | ----- | -------- | ----------------------- | -------- | --------------- | -------------------------------------------- | --------------------------- |
| Перемога  | 1–0   | Лис 2005 | Пуебла, Мексика         | Тверде   | Вернер Ешауер   | Сантьяго Гонсалес Алехандро Ернандес         | 6–1, 6–4                    |
| Поразка   | 1–1   | Кві 2006 | Леон, Мексика           | Тверде   | Давід Олейнічак | Хуан Мануель Елісондо Мігель Гальярдо Вальєс | 3–6, 4–6                    |
| Перемога  | 2–1   | Лип 2006 | Куенка, Еквадор         | Ґрунт    | Франк Мозер     | Сантьяго Хіральдо Карлос Саламанка           | 3–6, 6–3, [10–6]            |
| Поразка   | 2–2   | Кві 2010 | Перейра, Колумбія       | Ґрунт    | Геро Кречмер    | Домінік Мефферт Філіпп Освальд               | 7–6(7–4), 6–7(5–7), [5–10]  |
| Поразка   | 2–3   | Тра 2010 | Сарасота, США           | Ґрунт    | Геро Кречмер    | Браян Баттістоун Райлер Дегарт               | 7–5, 6–7(4–7), [8–10]       |
| Перемога  | 3–3   | Сер 2010 | Женева, Швейцарія       | Ґрунт    | Геро Кречмер    | Філіпп Освальд Мартін Сланар                 | 6–3, 4–6, [11–9]            |
| Поразка   | 3–4   | Вер 2010 | Богота, Колумбія        | Ґрунт    | Геро Кречмер    | Франко Феррейро Андре Са                     | 6–7(6–8), 4–6               |
| Поразка   | 3–5   | Жов 2010 | Калі, Колумбія          | Ґрунт    | Геро Кречмер    | Андре Бегеманн Мартін Еммріх                 | 4–6, 6–7(5–7)               |
| Поразка   | 3–6   | Чер 2013 | Кошиці, Словаччина      | Ґрунт    | Геро Кречмер    | Каміл Чапкович Ігор Зеленай                  | 4–6, 6–7(5–7)               |
| Поразка   | 3–7   | Лип 2013 | Схевенінген, Нідерланди | Ґрунт    | Геро Кречмер    | Антал ван дер Дейм Бой Вестергоф             | 3–6, 3–6                    |
| Перемога  | 4–7   | Лип 2013 | Познань, Польща         | Ґрунт    | Геро Кречмер    | Матеуш Ковальчик Генрі Контінен              | 6–3, 6–3                    |
| Поразка   | 4–8   | Лис 2013 | Касабланка, Марокко     | Ґрунт    | Геро Кречмер    | Ріккардо Гедін Клаудіо Грассі                | 4–6, 4–6                    |
| Поразка   | 4–9   | Лис 2013 | Гуаякіль, Еквадор       | Ґрунт    | Роман Борванов  | Стефан Франсен Веслі Колгоф                  | 6–1, 2–6, [5–10]            |
| Перемога  | 5–9   | Січ 2014 | Сан-Паулу, Бразилія     | Тверде   | Геро Кречмер    | Ніколас Баррієнтос Віктор Естрелья Бургос    | 4–6, 7–5, [10–6]            |
| Поразка   | 5–10  | Вер 2014 | Генуя, Італія           | Ґрунт    | Франк Мозер     | Даніеле Браччалі Потіто Стараче              | 3–6, 4–6                    |
| Поразка   | 5–11  | Вер 2014 | Б'єлла, Італія          | Ґрунт    | Франк Мозер     | Марко Чеккінато Маттео Віола                 | 5–7, 0–6                    |
| Поразка   | 5–12  | Жов 2014 | Ташкент, Узбекистан     | Тверде   | Франк Мозер     | Лукаш Лацко Анте Павич                       | 3–6, 6–3, [11–13]           |
| Перемога  | 6–12  | Бер 2015 | Шеньчжень, КНР          | Тверде   | Геро Кречмер    | Сакет Мінені Дівідж Шаран                    | 6–1, 3–6, [10–2]            |
| Поразка   | 6–13  | Сер 2015 | Манербіо, Італія        | Ґрунт    | Геро Кречмер    | Даніель Муньйос де ла Нава Флавіо Чіполла    | 6–7(5–7), 6–3, [9–11]       |
| Перемога  | 7–13  | Вер 2015 | Комо, Італія            | Ґрунт    | Геро Кречмер    | Кенні де Схеппер Максім Тексера              | 7–6(7–3), 6–4               |
| Поразка   | 7–14  | Січ 2016 | Бангкок, Таїланд        | Тверде   | Геро Кречмер    | Юган Брунстрем Андреас Сільєстрем            | 3–6, 4–6                    |
| Поразка   | 7–15  | Січ 2016 | Бангкок, Таїланд        | Тверде   | Геро Кречмер    | Веслі Колгоф Матве Мідделкоп                 | 3–6, 6–7(1–7)               |
| Перемога  | 8–15  | Бер 2016 | Гвадалахара, Мексика    | Тверде   | Геро Кречмер    | Сантьяго Гонсалес Мате Павич                 | 6–3, 4–6, [10–2]            |
| Перемога  | 9–15  | Кві 2016 | Неаполь, Італія         | Ґрунт    | Геро Кречмер    | Маттео Донаті Стефано Наполітано             | 6–1, 6–3                    |
| Перемога  | 10–15 | Кві 2016 | Блуа, Франція           | Ґрунт    | Зімон Штадлер   | Ґун Маосінь Ясутака Утіяма                   | 6–3, 7–6(7–2)               |
| Перемога  | 11–15 | Кві 2017 | Циндао, КНР             | Ґрунт    | Геро Кречмер    | Андреас Міс Оскар Отте                       | 2–6, 7–6(8–6), [10–3]       |
| Перемога  | 12–15 | Чер 2017 | Віченца, Італія         | Ґрунт    | Геро Кречмер    | Секу Банґура Трістан-Замуель Вайсборн        | 6–4, 7–6(7–4)               |
| Поразка   | 12–16 | Чер 2017 | Ліон, Франція           | Ґрунт    | Геро Кречмер    | Сандер Жіє Йоран Вліґен                      | 7–6(7–2), 6–7(2–7), [12–14] |

## Досягнення в парному розряді
| W | Ф | ПФ | ЧФ | #Р | КТ | К# | DNQ | A | NH |

Актуально станом на завершення Світового Туру ATP 2017
| Турнір                                 | 2003  | 2004  | 2005  | 2006  | 2007  | 2008  | 2009  | 2010  | 2011  | 2012  | 2013  | 2014  | 2015  | 2016  | 2017  | В-П   |
| -------------------------------------- | ----- | ----- | ----- | ----- | ----- | ----- | ----- | ----- | ----- | ----- | ----- | ----- | ----- | ----- | ----- | ----- |
| Турніри Великого шолома                |       |       |       |       |       |       |       |       |       |       |       |       |       |       |       |       |
| Відкритий чемпіонат Австралії з тенісу |       |       |       |       |       |       |       |       |       |       |       |       |       |       |       | 0–0   |
| Відкритий чемпіонат Франції з тенісу   |       |       |       |       |       |       |       |       |       |       |       |       | 1р    |       |       | 0–1   |
| Вімблдонський турнір                   |       |       |       |       |       |       |       |       |       |       |       | К2р   | 1р    | К1р   |       | 0–1   |
| Відкритий чемпіонат США з тенісу       |       |       |       |       |       |       |       |       |       |       |       |       |       |       |       | 0–0   |
| В-П                                    | 0–0   | 0–0   | 0–0   | 0–0   | 0–0   | 0–0   | 0–0   | 0–0   | 0–0   | 0–0   | 0–0   | 0–0   | 0–2   | 0–0   | 0–0   | 0–2   |
| Загальна статистика                    |       |       |       |       |       |       |       |       |       |       |       |       |       |       |       |       |
| Титули / Фінали                        | 0 / 0 | 0 / 0 | 0 / 0 | 0 / 0 | 0 / 0 | 0 / 0 | 0 / 0 | 0 / 0 | 0 / 0 | 0 / 0 | 0 / 0 | 0 / 0 | 1 / 1 | 0 / 0 | 0 / 0 | 1 / 1 |
| Разом виграшів–поразок                 | 0–0   | 0–0   | 0–0   | 0–0   | 0–0   | 0–0   | 0–0   | 0–0   | 0–0   | 0–0   | 1–1   | 4–8   | 4–8   | 2–5   | 1–1   | 12–23 |
| Рейтинг на кінець року                 | 699   | 884   | 327   | 234   | 394   | 349   | 649   | 158   | 286   | 203   | 115   | 97    | 86    | 125   | 157   | 34%   |